# Valdefresno
Valdefresno – gmina w Hiszpanii, w prowincji León, w Kastylii i León, o powierzchni 102,54 km². W 2011 roku gmina liczyła 2046 mieszkańców.